# Легалов мат
|   | a | b | c | d | e | f | g | h |   |
| 8 | a8 black rook · b8 black knight · d8 black queen · f8 black bishop · g8 black knight · h8 black rook · a7 black pawn · b7 black pawn · c7 black pawn · e7 black king · f7 white bishop · h7 black pawn · d6 black pawn · g6 black pawn · d5 white knight · e5 white knight · e4 white pawn · a2 white pawn · b2 white pawn · c2 white pawn · d2 white pawn · f2 white pawn · g2 white pawn · h2 white pawn · a1 white rook · c1 white bishop · d1 black bishop · e1 white king · h1 white rook | a8 black rook · b8 black knight · d8 black queen · f8 black bishop · g8 black knight · h8 black rook · a7 black pawn · b7 black pawn · c7 black pawn · e7 black king · f7 white bishop · h7 black pawn · d6 black pawn · g6 black pawn · d5 white knight · e5 white knight · e4 white pawn · a2 white pawn · b2 white pawn · c2 white pawn · d2 white pawn · f2 white pawn · g2 white pawn · h2 white pawn · a1 white rook · c1 white bishop · d1 black bishop · e1 white king · h1 white rook | a8 black rook · b8 black knight · d8 black queen · f8 black bishop · g8 black knight · h8 black rook · a7 black pawn · b7 black pawn · c7 black pawn · e7 black king · f7 white bishop · h7 black pawn · d6 black pawn · g6 black pawn · d5 white knight · e5 white knight · e4 white pawn · a2 white pawn · b2 white pawn · c2 white pawn · d2 white pawn · f2 white pawn · g2 white pawn · h2 white pawn · a1 white rook · c1 white bishop · d1 black bishop · e1 white king · h1 white rook | a8 black rook · b8 black knight · d8 black queen · f8 black bishop · g8 black knight · h8 black rook · a7 black pawn · b7 black pawn · c7 black pawn · e7 black king · f7 white bishop · h7 black pawn · d6 black pawn · g6 black pawn · d5 white knight · e5 white knight · e4 white pawn · a2 white pawn · b2 white pawn · c2 white pawn · d2 white pawn · f2 white pawn · g2 white pawn · h2 white pawn · a1 white rook · c1 white bishop · d1 black bishop · e1 white king · h1 white rook | a8 black rook · b8 black knight · d8 black queen · f8 black bishop · g8 black knight · h8 black rook · a7 black pawn · b7 black pawn · c7 black pawn · e7 black king · f7 white bishop · h7 black pawn · d6 black pawn · g6 black pawn · d5 white knight · e5 white knight · e4 white pawn · a2 white pawn · b2 white pawn · c2 white pawn · d2 white pawn · f2 white pawn · g2 white pawn · h2 white pawn · a1 white rook · c1 white bishop · d1 black bishop · e1 white king · h1 white rook | a8 black rook · b8 black knight · d8 black queen · f8 black bishop · g8 black knight · h8 black rook · a7 black pawn · b7 black pawn · c7 black pawn · e7 black king · f7 white bishop · h7 black pawn · d6 black pawn · g6 black pawn · d5 white knight · e5 white knight · e4 white pawn · a2 white pawn · b2 white pawn · c2 white pawn · d2 white pawn · f2 white pawn · g2 white pawn · h2 white pawn · a1 white rook · c1 white bishop · d1 black bishop · e1 white king · h1 white rook | a8 black rook · b8 black knight · d8 black queen · f8 black bishop · g8 black knight · h8 black rook · a7 black pawn · b7 black pawn · c7 black pawn · e7 black king · f7 white bishop · h7 black pawn · d6 black pawn · g6 black pawn · d5 white knight · e5 white knight · e4 white pawn · a2 white pawn · b2 white pawn · c2 white pawn · d2 white pawn · f2 white pawn · g2 white pawn · h2 white pawn · a1 white rook · c1 white bishop · d1 black bishop · e1 white king · h1 white rook | a8 black rook · b8 black knight · d8 black queen · f8 black bishop · g8 black knight · h8 black rook · a7 black pawn · b7 black pawn · c7 black pawn · e7 black king · f7 white bishop · h7 black pawn · d6 black pawn · g6 black pawn · d5 white knight · e5 white knight · e4 white pawn · a2 white pawn · b2 white pawn · c2 white pawn · d2 white pawn · f2 white pawn · g2 white pawn · h2 white pawn · a1 white rook · c1 white bishop · d1 black bishop · e1 white king · h1 white rook | 8 |
| 7 | a8 black rook · b8 black knight · d8 black queen · f8 black bishop · g8 black knight · h8 black rook · a7 black pawn · b7 black pawn · c7 black pawn · e7 black king · f7 white bishop · h7 black pawn · d6 black pawn · g6 black pawn · d5 white knight · e5 white knight · e4 white pawn · a2 white pawn · b2 white pawn · c2 white pawn · d2 white pawn · f2 white pawn · g2 white pawn · h2 white pawn · a1 white rook · c1 white bishop · d1 black bishop · e1 white king · h1 white rook | a8 black rook · b8 black knight · d8 black queen · f8 black bishop · g8 black knight · h8 black rook · a7 black pawn · b7 black pawn · c7 black pawn · e7 black king · f7 white bishop · h7 black pawn · d6 black pawn · g6 black pawn · d5 white knight · e5 white knight · e4 white pawn · a2 white pawn · b2 white pawn · c2 white pawn · d2 white pawn · f2 white pawn · g2 white pawn · h2 white pawn · a1 white rook · c1 white bishop · d1 black bishop · e1 white king · h1 white rook | a8 black rook · b8 black knight · d8 black queen · f8 black bishop · g8 black knight · h8 black rook · a7 black pawn · b7 black pawn · c7 black pawn · e7 black king · f7 white bishop · h7 black pawn · d6 black pawn · g6 black pawn · d5 white knight · e5 white knight · e4 white pawn · a2 white pawn · b2 white pawn · c2 white pawn · d2 white pawn · f2 white pawn · g2 white pawn · h2 white pawn · a1 white rook · c1 white bishop · d1 black bishop · e1 white king · h1 white rook | a8 black rook · b8 black knight · d8 black queen · f8 black bishop · g8 black knight · h8 black rook · a7 black pawn · b7 black pawn · c7 black pawn · e7 black king · f7 white bishop · h7 black pawn · d6 black pawn · g6 black pawn · d5 white knight · e5 white knight · e4 white pawn · a2 white pawn · b2 white pawn · c2 white pawn · d2 white pawn · f2 white pawn · g2 white pawn · h2 white pawn · a1 white rook · c1 white bishop · d1 black bishop · e1 white king · h1 white rook | a8 black rook · b8 black knight · d8 black queen · f8 black bishop · g8 black knight · h8 black rook · a7 black pawn · b7 black pawn · c7 black pawn · e7 black king · f7 white bishop · h7 black pawn · d6 black pawn · g6 black pawn · d5 white knight · e5 white knight · e4 white pawn · a2 white pawn · b2 white pawn · c2 white pawn · d2 white pawn · f2 white pawn · g2 white pawn · h2 white pawn · a1 white rook · c1 white bishop · d1 black bishop · e1 white king · h1 white rook | a8 black rook · b8 black knight · d8 black queen · f8 black bishop · g8 black knight · h8 black rook · a7 black pawn · b7 black pawn · c7 black pawn · e7 black king · f7 white bishop · h7 black pawn · d6 black pawn · g6 black pawn · d5 white knight · e5 white knight · e4 white pawn · a2 white pawn · b2 white pawn · c2 white pawn · d2 white pawn · f2 white pawn · g2 white pawn · h2 white pawn · a1 white rook · c1 white bishop · d1 black bishop · e1 white king · h1 white rook | a8 black rook · b8 black knight · d8 black queen · f8 black bishop · g8 black knight · h8 black rook · a7 black pawn · b7 black pawn · c7 black pawn · e7 black king · f7 white bishop · h7 black pawn · d6 black pawn · g6 black pawn · d5 white knight · e5 white knight · e4 white pawn · a2 white pawn · b2 white pawn · c2 white pawn · d2 white pawn · f2 white pawn · g2 white pawn · h2 white pawn · a1 white rook · c1 white bishop · d1 black bishop · e1 white king · h1 white rook | a8 black rook · b8 black knight · d8 black queen · f8 black bishop · g8 black knight · h8 black rook · a7 black pawn · b7 black pawn · c7 black pawn · e7 black king · f7 white bishop · h7 black pawn · d6 black pawn · g6 black pawn · d5 white knight · e5 white knight · e4 white pawn · a2 white pawn · b2 white pawn · c2 white pawn · d2 white pawn · f2 white pawn · g2 white pawn · h2 white pawn · a1 white rook · c1 white bishop · d1 black bishop · e1 white king · h1 white rook | 7 |
| 6 | a8 black rook · b8 black knight · d8 black queen · f8 black bishop · g8 black knight · h8 black rook · a7 black pawn · b7 black pawn · c7 black pawn · e7 black king · f7 white bishop · h7 black pawn · d6 black pawn · g6 black pawn · d5 white knight · e5 white knight · e4 white pawn · a2 white pawn · b2 white pawn · c2 white pawn · d2 white pawn · f2 white pawn · g2 white pawn · h2 white pawn · a1 white rook · c1 white bishop · d1 black bishop · e1 white king · h1 white rook | a8 black rook · b8 black knight · d8 black queen · f8 black bishop · g8 black knight · h8 black rook · a7 black pawn · b7 black pawn · c7 black pawn · e7 black king · f7 white bishop · h7 black pawn · d6 black pawn · g6 black pawn · d5 white knight · e5 white knight · e4 white pawn · a2 white pawn · b2 white pawn · c2 white pawn · d2 white pawn · f2 white pawn · g2 white pawn · h2 white pawn · a1 white rook · c1 white bishop · d1 black bishop · e1 white king · h1 white rook | a8 black rook · b8 black knight · d8 black queen · f8 black bishop · g8 black knight · h8 black rook · a7 black pawn · b7 black pawn · c7 black pawn · e7 black king · f7 white bishop · h7 black pawn · d6 black pawn · g6 black pawn · d5 white knight · e5 white knight · e4 white pawn · a2 white pawn · b2 white pawn · c2 white pawn · d2 white pawn · f2 white pawn · g2 white pawn · h2 white pawn · a1 white rook · c1 white bishop · d1 black bishop · e1 white king · h1 white rook | a8 black rook · b8 black knight · d8 black queen · f8 black bishop · g8 black knight · h8 black rook · a7 black pawn · b7 black pawn · c7 black pawn · e7 black king · f7 white bishop · h7 black pawn · d6 black pawn · g6 black pawn · d5 white knight · e5 white knight · e4 white pawn · a2 white pawn · b2 white pawn · c2 white pawn · d2 white pawn · f2 white pawn · g2 white pawn · h2 white pawn · a1 white rook · c1 white bishop · d1 black bishop · e1 white king · h1 white rook | a8 black rook · b8 black knight · d8 black queen · f8 black bishop · g8 black knight · h8 black rook · a7 black pawn · b7 black pawn · c7 black pawn · e7 black king · f7 white bishop · h7 black pawn · d6 black pawn · g6 black pawn · d5 white knight · e5 white knight · e4 white pawn · a2 white pawn · b2 white pawn · c2 white pawn · d2 white pawn · f2 white pawn · g2 white pawn · h2 white pawn · a1 white rook · c1 white bishop · d1 black bishop · e1 white king · h1 white rook | a8 black rook · b8 black knight · d8 black queen · f8 black bishop · g8 black knight · h8 black rook · a7 black pawn · b7 black pawn · c7 black pawn · e7 black king · f7 white bishop · h7 black pawn · d6 black pawn · g6 black pawn · d5 white knight · e5 white knight · e4 white pawn · a2 white pawn · b2 white pawn · c2 white pawn · d2 white pawn · f2 white pawn · g2 white pawn · h2 white pawn · a1 white rook · c1 white bishop · d1 black bishop · e1 white king · h1 white rook | a8 black rook · b8 black knight · d8 black queen · f8 black bishop · g8 black knight · h8 black rook · a7 black pawn · b7 black pawn · c7 black pawn · e7 black king · f7 white bishop · h7 black pawn · d6 black pawn · g6 black pawn · d5 white knight · e5 white knight · e4 white pawn · a2 white pawn · b2 white pawn · c2 white pawn · d2 white pawn · f2 white pawn · g2 white pawn · h2 white pawn · a1 white rook · c1 white bishop · d1 black bishop · e1 white king · h1 white rook | a8 black rook · b8 black knight · d8 black queen · f8 black bishop · g8 black knight · h8 black rook · a7 black pawn · b7 black pawn · c7 black pawn · e7 black king · f7 white bishop · h7 black pawn · d6 black pawn · g6 black pawn · d5 white knight · e5 white knight · e4 white pawn · a2 white pawn · b2 white pawn · c2 white pawn · d2 white pawn · f2 white pawn · g2 white pawn · h2 white pawn · a1 white rook · c1 white bishop · d1 black bishop · e1 white king · h1 white rook | 6 |
| 5 | a8 black rook · b8 black knight · d8 black queen · f8 black bishop · g8 black knight · h8 black rook · a7 black pawn · b7 black pawn · c7 black pawn · e7 black king · f7 white bishop · h7 black pawn · d6 black pawn · g6 black pawn · d5 white knight · e5 white knight · e4 white pawn · a2 white pawn · b2 white pawn · c2 white pawn · d2 white pawn · f2 white pawn · g2 white pawn · h2 white pawn · a1 white rook · c1 white bishop · d1 black bishop · e1 white king · h1 white rook | a8 black rook · b8 black knight · d8 black queen · f8 black bishop · g8 black knight · h8 black rook · a7 black pawn · b7 black pawn · c7 black pawn · e7 black king · f7 white bishop · h7 black pawn · d6 black pawn · g6 black pawn · d5 white knight · e5 white knight · e4 white pawn · a2 white pawn · b2 white pawn · c2 white pawn · d2 white pawn · f2 white pawn · g2 white pawn · h2 white pawn · a1 white rook · c1 white bishop · d1 black bishop · e1 white king · h1 white rook | a8 black rook · b8 black knight · d8 black queen · f8 black bishop · g8 black knight · h8 black rook · a7 black pawn · b7 black pawn · c7 black pawn · e7 black king · f7 white bishop · h7 black pawn · d6 black pawn · g6 black pawn · d5 white knight · e5 white knight · e4 white pawn · a2 white pawn · b2 white pawn · c2 white pawn · d2 white pawn · f2 white pawn · g2 white pawn · h2 white pawn · a1 white rook · c1 white bishop · d1 black bishop · e1 white king · h1 white rook | a8 black rook · b8 black knight · d8 black queen · f8 black bishop · g8 black knight · h8 black rook · a7 black pawn · b7 black pawn · c7 black pawn · e7 black king · f7 white bishop · h7 black pawn · d6 black pawn · g6 black pawn · d5 white knight · e5 white knight · e4 white pawn · a2 white pawn · b2 white pawn · c2 white pawn · d2 white pawn · f2 white pawn · g2 white pawn · h2 white pawn · a1 white rook · c1 white bishop · d1 black bishop · e1 white king · h1 white rook | a8 black rook · b8 black knight · d8 black queen · f8 black bishop · g8 black knight · h8 black rook · a7 black pawn · b7 black pawn · c7 black pawn · e7 black king · f7 white bishop · h7 black pawn · d6 black pawn · g6 black pawn · d5 white knight · e5 white knight · e4 white pawn · a2 white pawn · b2 white pawn · c2 white pawn · d2 white pawn · f2 white pawn · g2 white pawn · h2 white pawn · a1 white rook · c1 white bishop · d1 black bishop · e1 white king · h1 white rook | a8 black rook · b8 black knight · d8 black queen · f8 black bishop · g8 black knight · h8 black rook · a7 black pawn · b7 black pawn · c7 black pawn · e7 black king · f7 white bishop · h7 black pawn · d6 black pawn · g6 black pawn · d5 white knight · e5 white knight · e4 white pawn · a2 white pawn · b2 white pawn · c2 white pawn · d2 white pawn · f2 white pawn · g2 white pawn · h2 white pawn · a1 white rook · c1 white bishop · d1 black bishop · e1 white king · h1 white rook | a8 black rook · b8 black knight · d8 black queen · f8 black bishop · g8 black knight · h8 black rook · a7 black pawn · b7 black pawn · c7 black pawn · e7 black king · f7 white bishop · h7 black pawn · d6 black pawn · g6 black pawn · d5 white knight · e5 white knight · e4 white pawn · a2 white pawn · b2 white pawn · c2 white pawn · d2 white pawn · f2 white pawn · g2 white pawn · h2 white pawn · a1 white rook · c1 white bishop · d1 black bishop · e1 white king · h1 white rook | a8 black rook · b8 black knight · d8 black queen · f8 black bishop · g8 black knight · h8 black rook · a7 black pawn · b7 black pawn · c7 black pawn · e7 black king · f7 white bishop · h7 black pawn · d6 black pawn · g6 black pawn · d5 white knight · e5 white knight · e4 white pawn · a2 white pawn · b2 white pawn · c2 white pawn · d2 white pawn · f2 white pawn · g2 white pawn · h2 white pawn · a1 white rook · c1 white bishop · d1 black bishop · e1 white king · h1 white rook | 5 |
| 4 | a8 black rook · b8 black knight · d8 black queen · f8 black bishop · g8 black knight · h8 black rook · a7 black pawn · b7 black pawn · c7 black pawn · e7 black king · f7 white bishop · h7 black pawn · d6 black pawn · g6 black pawn · d5 white knight · e5 white knight · e4 white pawn · a2 white pawn · b2 white pawn · c2 white pawn · d2 white pawn · f2 white pawn · g2 white pawn · h2 white pawn · a1 white rook · c1 white bishop · d1 black bishop · e1 white king · h1 white rook | a8 black rook · b8 black knight · d8 black queen · f8 black bishop · g8 black knight · h8 black rook · a7 black pawn · b7 black pawn · c7 black pawn · e7 black king · f7 white bishop · h7 black pawn · d6 black pawn · g6 black pawn · d5 white knight · e5 white knight · e4 white pawn · a2 white pawn · b2 white pawn · c2 white pawn · d2 white pawn · f2 white pawn · g2 white pawn · h2 white pawn · a1 white rook · c1 white bishop · d1 black bishop · e1 white king · h1 white rook | a8 black rook · b8 black knight · d8 black queen · f8 black bishop · g8 black knight · h8 black rook · a7 black pawn · b7 black pawn · c7 black pawn · e7 black king · f7 white bishop · h7 black pawn · d6 black pawn · g6 black pawn · d5 white knight · e5 white knight · e4 white pawn · a2 white pawn · b2 white pawn · c2 white pawn · d2 white pawn · f2 white pawn · g2 white pawn · h2 white pawn · a1 white rook · c1 white bishop · d1 black bishop · e1 white king · h1 white rook | a8 black rook · b8 black knight · d8 black queen · f8 black bishop · g8 black knight · h8 black rook · a7 black pawn · b7 black pawn · c7 black pawn · e7 black king · f7 white bishop · h7 black pawn · d6 black pawn · g6 black pawn · d5 white knight · e5 white knight · e4 white pawn · a2 white pawn · b2 white pawn · c2 white pawn · d2 white pawn · f2 white pawn · g2 white pawn · h2 white pawn · a1 white rook · c1 white bishop · d1 black bishop · e1 white king · h1 white rook | a8 black rook · b8 black knight · d8 black queen · f8 black bishop · g8 black knight · h8 black rook · a7 black pawn · b7 black pawn · c7 black pawn · e7 black king · f7 white bishop · h7 black pawn · d6 black pawn · g6 black pawn · d5 white knight · e5 white knight · e4 white pawn · a2 white pawn · b2 white pawn · c2 white pawn · d2 white pawn · f2 white pawn · g2 white pawn · h2 white pawn · a1 white rook · c1 white bishop · d1 black bishop · e1 white king · h1 white rook | a8 black rook · b8 black knight · d8 black queen · f8 black bishop · g8 black knight · h8 black rook · a7 black pawn · b7 black pawn · c7 black pawn · e7 black king · f7 white bishop · h7 black pawn · d6 black pawn · g6 black pawn · d5 white knight · e5 white knight · e4 white pawn · a2 white pawn · b2 white pawn · c2 white pawn · d2 white pawn · f2 white pawn · g2 white pawn · h2 white pawn · a1 white rook · c1 white bishop · d1 black bishop · e1 white king · h1 white rook | a8 black rook · b8 black knight · d8 black queen · f8 black bishop · g8 black knight · h8 black rook · a7 black pawn · b7 black pawn · c7 black pawn · e7 black king · f7 white bishop · h7 black pawn · d6 black pawn · g6 black pawn · d5 white knight · e5 white knight · e4 white pawn · a2 white pawn · b2 white pawn · c2 white pawn · d2 white pawn · f2 white pawn · g2 white pawn · h2 white pawn · a1 white rook · c1 white bishop · d1 black bishop · e1 white king · h1 white rook | a8 black rook · b8 black knight · d8 black queen · f8 black bishop · g8 black knight · h8 black rook · a7 black pawn · b7 black pawn · c7 black pawn · e7 black king · f7 white bishop · h7 black pawn · d6 black pawn · g6 black pawn · d5 white knight · e5 white knight · e4 white pawn · a2 white pawn · b2 white pawn · c2 white pawn · d2 white pawn · f2 white pawn · g2 white pawn · h2 white pawn · a1 white rook · c1 white bishop · d1 black bishop · e1 white king · h1 white rook | 4 |
| 3 | a8 black rook · b8 black knight · d8 black queen · f8 black bishop · g8 black knight · h8 black rook · a7 black pawn · b7 black pawn · c7 black pawn · e7 black king · f7 white bishop · h7 black pawn · d6 black pawn · g6 black pawn · d5 white knight · e5 white knight · e4 white pawn · a2 white pawn · b2 white pawn · c2 white pawn · d2 white pawn · f2 white pawn · g2 white pawn · h2 white pawn · a1 white rook · c1 white bishop · d1 black bishop · e1 white king · h1 white rook | a8 black rook · b8 black knight · d8 black queen · f8 black bishop · g8 black knight · h8 black rook · a7 black pawn · b7 black pawn · c7 black pawn · e7 black king · f7 white bishop · h7 black pawn · d6 black pawn · g6 black pawn · d5 white knight · e5 white knight · e4 white pawn · a2 white pawn · b2 white pawn · c2 white pawn · d2 white pawn · f2 white pawn · g2 white pawn · h2 white pawn · a1 white rook · c1 white bishop · d1 black bishop · e1 white king · h1 white rook | a8 black rook · b8 black knight · d8 black queen · f8 black bishop · g8 black knight · h8 black rook · a7 black pawn · b7 black pawn · c7 black pawn · e7 black king · f7 white bishop · h7 black pawn · d6 black pawn · g6 black pawn · d5 white knight · e5 white knight · e4 white pawn · a2 white pawn · b2 white pawn · c2 white pawn · d2 white pawn · f2 white pawn · g2 white pawn · h2 white pawn · a1 white rook · c1 white bishop · d1 black bishop · e1 white king · h1 white rook | a8 black rook · b8 black knight · d8 black queen · f8 black bishop · g8 black knight · h8 black rook · a7 black pawn · b7 black pawn · c7 black pawn · e7 black king · f7 white bishop · h7 black pawn · d6 black pawn · g6 black pawn · d5 white knight · e5 white knight · e4 white pawn · a2 white pawn · b2 white pawn · c2 white pawn · d2 white pawn · f2 white pawn · g2 white pawn · h2 white pawn · a1 white rook · c1 white bishop · d1 black bishop · e1 white king · h1 white rook | a8 black rook · b8 black knight · d8 black queen · f8 black bishop · g8 black knight · h8 black rook · a7 black pawn · b7 black pawn · c7 black pawn · e7 black king · f7 white bishop · h7 black pawn · d6 black pawn · g6 black pawn · d5 white knight · e5 white knight · e4 white pawn · a2 white pawn · b2 white pawn · c2 white pawn · d2 white pawn · f2 white pawn · g2 white pawn · h2 white pawn · a1 white rook · c1 white bishop · d1 black bishop · e1 white king · h1 white rook | a8 black rook · b8 black knight · d8 black queen · f8 black bishop · g8 black knight · h8 black rook · a7 black pawn · b7 black pawn · c7 black pawn · e7 black king · f7 white bishop · h7 black pawn · d6 black pawn · g6 black pawn · d5 white knight · e5 white knight · e4 white pawn · a2 white pawn · b2 white pawn · c2 white pawn · d2 white pawn · f2 white pawn · g2 white pawn · h2 white pawn · a1 white rook · c1 white bishop · d1 black bishop · e1 white king · h1 white rook | a8 black rook · b8 black knight · d8 black queen · f8 black bishop · g8 black knight · h8 black rook · a7 black pawn · b7 black pawn · c7 black pawn · e7 black king · f7 white bishop · h7 black pawn · d6 black pawn · g6 black pawn · d5 white knight · e5 white knight · e4 white pawn · a2 white pawn · b2 white pawn · c2 white pawn · d2 white pawn · f2 white pawn · g2 white pawn · h2 white pawn · a1 white rook · c1 white bishop · d1 black bishop · e1 white king · h1 white rook | a8 black rook · b8 black knight · d8 black queen · f8 black bishop · g8 black knight · h8 black rook · a7 black pawn · b7 black pawn · c7 black pawn · e7 black king · f7 white bishop · h7 black pawn · d6 black pawn · g6 black pawn · d5 white knight · e5 white knight · e4 white pawn · a2 white pawn · b2 white pawn · c2 white pawn · d2 white pawn · f2 white pawn · g2 white pawn · h2 white pawn · a1 white rook · c1 white bishop · d1 black bishop · e1 white king · h1 white rook | 3 |
| 2 | a8 black rook · b8 black knight · d8 black queen · f8 black bishop · g8 black knight · h8 black rook · a7 black pawn · b7 black pawn · c7 black pawn · e7 black king · f7 white bishop · h7 black pawn · d6 black pawn · g6 black pawn · d5 white knight · e5 white knight · e4 white pawn · a2 white pawn · b2 white pawn · c2 white pawn · d2 white pawn · f2 white pawn · g2 white pawn · h2 white pawn · a1 white rook · c1 white bishop · d1 black bishop · e1 white king · h1 white rook | a8 black rook · b8 black knight · d8 black queen · f8 black bishop · g8 black knight · h8 black rook · a7 black pawn · b7 black pawn · c7 black pawn · e7 black king · f7 white bishop · h7 black pawn · d6 black pawn · g6 black pawn · d5 white knight · e5 white knight · e4 white pawn · a2 white pawn · b2 white pawn · c2 white pawn · d2 white pawn · f2 white pawn · g2 white pawn · h2 white pawn · a1 white rook · c1 white bishop · d1 black bishop · e1 white king · h1 white rook | a8 black rook · b8 black knight · d8 black queen · f8 black bishop · g8 black knight · h8 black rook · a7 black pawn · b7 black pawn · c7 black pawn · e7 black king · f7 white bishop · h7 black pawn · d6 black pawn · g6 black pawn · d5 white knight · e5 white knight · e4 white pawn · a2 white pawn · b2 white pawn · c2 white pawn · d2 white pawn · f2 white pawn · g2 white pawn · h2 white pawn · a1 white rook · c1 white bishop · d1 black bishop · e1 white king · h1 white rook | a8 black rook · b8 black knight · d8 black queen · f8 black bishop · g8 black knight · h8 black rook · a7 black pawn · b7 black pawn · c7 black pawn · e7 black king · f7 white bishop · h7 black pawn · d6 black pawn · g6 black pawn · d5 white knight · e5 white knight · e4 white pawn · a2 white pawn · b2 white pawn · c2 white pawn · d2 white pawn · f2 white pawn · g2 white pawn · h2 white pawn · a1 white rook · c1 white bishop · d1 black bishop · e1 white king · h1 white rook | a8 black rook · b8 black knight · d8 black queen · f8 black bishop · g8 black knight · h8 black rook · a7 black pawn · b7 black pawn · c7 black pawn · e7 black king · f7 white bishop · h7 black pawn · d6 black pawn · g6 black pawn · d5 white knight · e5 white knight · e4 white pawn · a2 white pawn · b2 white pawn · c2 white pawn · d2 white pawn · f2 white pawn · g2 white pawn · h2 white pawn · a1 white rook · c1 white bishop · d1 black bishop · e1 white king · h1 white rook | a8 black rook · b8 black knight · d8 black queen · f8 black bishop · g8 black knight · h8 black rook · a7 black pawn · b7 black pawn · c7 black pawn · e7 black king · f7 white bishop · h7 black pawn · d6 black pawn · g6 black pawn · d5 white knight · e5 white knight · e4 white pawn · a2 white pawn · b2 white pawn · c2 white pawn · d2 white pawn · f2 white pawn · g2 white pawn · h2 white pawn · a1 white rook · c1 white bishop · d1 black bishop · e1 white king · h1 white rook | a8 black rook · b8 black knight · d8 black queen · f8 black bishop · g8 black knight · h8 black rook · a7 black pawn · b7 black pawn · c7 black pawn · e7 black king · f7 white bishop · h7 black pawn · d6 black pawn · g6 black pawn · d5 white knight · e5 white knight · e4 white pawn · a2 white pawn · b2 white pawn · c2 white pawn · d2 white pawn · f2 white pawn · g2 white pawn · h2 white pawn · a1 white rook · c1 white bishop · d1 black bishop · e1 white king · h1 white rook | a8 black rook · b8 black knight · d8 black queen · f8 black bishop · g8 black knight · h8 black rook · a7 black pawn · b7 black pawn · c7 black pawn · e7 black king · f7 white bishop · h7 black pawn · d6 black pawn · g6 black pawn · d5 white knight · e5 white knight · e4 white pawn · a2 white pawn · b2 white pawn · c2 white pawn · d2 white pawn · f2 white pawn · g2 white pawn · h2 white pawn · a1 white rook · c1 white bishop · d1 black bishop · e1 white king · h1 white rook | 2 |
| 1 | a8 black rook · b8 black knight · d8 black queen · f8 black bishop · g8 black knight · h8 black rook · a7 black pawn · b7 black pawn · c7 black pawn · e7 black king · f7 white bishop · h7 black pawn · d6 black pawn · g6 black pawn · d5 white knight · e5 white knight · e4 white pawn · a2 white pawn · b2 white pawn · c2 white pawn · d2 white pawn · f2 white pawn · g2 white pawn · h2 white pawn · a1 white rook · c1 white bishop · d1 black bishop · e1 white king · h1 white rook | a8 black rook · b8 black knight · d8 black queen · f8 black bishop · g8 black knight · h8 black rook · a7 black pawn · b7 black pawn · c7 black pawn · e7 black king · f7 white bishop · h7 black pawn · d6 black pawn · g6 black pawn · d5 white knight · e5 white knight · e4 white pawn · a2 white pawn · b2 white pawn · c2 white pawn · d2 white pawn · f2 white pawn · g2 white pawn · h2 white pawn · a1 white rook · c1 white bishop · d1 black bishop · e1 white king · h1 white rook | a8 black rook · b8 black knight · d8 black queen · f8 black bishop · g8 black knight · h8 black rook · a7 black pawn · b7 black pawn · c7 black pawn · e7 black king · f7 white bishop · h7 black pawn · d6 black pawn · g6 black pawn · d5 white knight · e5 white knight · e4 white pawn · a2 white pawn · b2 white pawn · c2 white pawn · d2 white pawn · f2 white pawn · g2 white pawn · h2 white pawn · a1 white rook · c1 white bishop · d1 black bishop · e1 white king · h1 white rook | a8 black rook · b8 black knight · d8 black queen · f8 black bishop · g8 black knight · h8 black rook · a7 black pawn · b7 black pawn · c7 black pawn · e7 black king · f7 white bishop · h7 black pawn · d6 black pawn · g6 black pawn · d5 white knight · e5 white knight · e4 white pawn · a2 white pawn · b2 white pawn · c2 white pawn · d2 white pawn · f2 white pawn · g2 white pawn · h2 white pawn · a1 white rook · c1 white bishop · d1 black bishop · e1 white king · h1 white rook | a8 black rook · b8 black knight · d8 black queen · f8 black bishop · g8 black knight · h8 black rook · a7 black pawn · b7 black pawn · c7 black pawn · e7 black king · f7 white bishop · h7 black pawn · d6 black pawn · g6 black pawn · d5 white knight · e5 white knight · e4 white pawn · a2 white pawn · b2 white pawn · c2 white pawn · d2 white pawn · f2 white pawn · g2 white pawn · h2 white pawn · a1 white rook · c1 white bishop · d1 black bishop · e1 white king · h1 white rook | a8 black rook · b8 black knight · d8 black queen · f8 black bishop · g8 black knight · h8 black rook · a7 black pawn · b7 black pawn · c7 black pawn · e7 black king · f7 white bishop · h7 black pawn · d6 black pawn · g6 black pawn · d5 white knight · e5 white knight · e4 white pawn · a2 white pawn · b2 white pawn · c2 white pawn · d2 white pawn · f2 white pawn · g2 white pawn · h2 white pawn · a1 white rook · c1 white bishop · d1 black bishop · e1 white king · h1 white rook | a8 black rook · b8 black knight · d8 black queen · f8 black bishop · g8 black knight · h8 black rook · a7 black pawn · b7 black pawn · c7 black pawn · e7 black king · f7 white bishop · h7 black pawn · d6 black pawn · g6 black pawn · d5 white knight · e5 white knight · e4 white pawn · a2 white pawn · b2 white pawn · c2 white pawn · d2 white pawn · f2 white pawn · g2 white pawn · h2 white pawn · a1 white rook · c1 white bishop · d1 black bishop · e1 white king · h1 white rook | a8 black rook · b8 black knight · d8 black queen · f8 black bishop · g8 black knight · h8 black rook · a7 black pawn · b7 black pawn · c7 black pawn · e7 black king · f7 white bishop · h7 black pawn · d6 black pawn · g6 black pawn · d5 white knight · e5 white knight · e4 white pawn · a2 white pawn · b2 white pawn · c2 white pawn · d2 white pawn · f2 white pawn · g2 white pawn · h2 white pawn · a1 white rook · c1 white bishop · d1 black bishop · e1 white king · h1 white rook | 1 |
|   | a | b | c | d | e | f | g | h |   |

Сир де Легал (фр. M. de Kermur, Sire de Légal) творац је мата у 7 потеза, који се популарно назива Легалов мат.
```
1. e4   е5
2. Лц4  д6
3. Сф3  Лг4
4. Сц3  г6
5. С:е5 Л:д1
6. Л:ф7 Ке7
7. Сд5#

```